# Tetragnatha reimoseri
Tetragnatha reimoseri este o specie de păianjeni din genul Tetragnatha, familia Tetragnathidae. A fost descrisă pentru prima dată de Rosca, 1939. Conform Catalogue of Life specia Tetragnatha reimoseri nu are subspecii cunoscute.